# Agullent
Agullent település Spanyolországban, Valencia tartományban. Agullent Aielo de Malferit, Albaida, Benissoda, Ontinyent, Alfafara és Agres községekkel határos. Lakosainak száma 2416 fő (2024).

## Népesség
A település lakosságának változását az alábbi diagram mutatja:
| Lakosok száma | 2250 | 2352 | 2364 | 2449 | 2465 | 2435 | 2387 | 2410 | 2361 | 2416 |
|               | 2001 | 2004 | 2007 | 2009 | 2012 | 2014 | 2017 | 2019 | 2022 | 2024 |